# .arpa
.arpaはトップレベルドメイン (TLD) の一つで、インターネットのインフラのためだけに利用されている。このドメインは、Webサイトが登録されているような一般的なTLDと違い、IPアドレスからホスト名を調べる用途などに使われる。
.arpaドメインは、元々Domain Name System (DNS) への移行を円滑に進めるための一時的な方法として用いられたドメインである。ARPANETはアメリカ国防総省国防高等研究計画局 (ARPA) によって生み出されたインターネットの前身で、DNSが1985年に導入されたとき、ARPANETのホスト名は末尾に.arpaが付け加えられドメイン名に変わった。正式なTLDとしてルートに登録されることは無かったが、他のネットワークでも、.uucpや.bitnetといった擬似ドメインをホスト名に加えるところがあった。このような形のドメイン名は他のより有益なTLDに置き換えることによって、早い段階で排除されていった。
しかしながら、in-addr.arpaがDNSの逆引きに使用されていたため、.arpaを削除・移行することは非現実的だということが分かった。一時は、.arpaを削除するために新しくインフラ用データベースが.intドメイン上に作られたこともあった（例えばIPv6の逆引き用にip6.intが予約された）。しかし2000年5月に、この方針は撤回され.arpaはインフラ目的のために存続することになり、.intは国際機関のためだけに使われることになった。新しい方針によると、バクロニムとして、.arpaはAddress and Routing Parameter Areaの略だということになった。

## .arpa上のドメイン
as112.arpa
RFC7534
e164.arpa
ENUM用。電話番号とURIを対応させるために使われる。例えば、+81-3-1234-5678という電話番号を持つ電話機に接続するためのプロトコルと接続先ホストを調べるためには、8.7.6.5.4.3.2.1.3.1.8.e164.arpaをDNSに問い合わせればよい。設定されていれば、NAPTRレコードにプロトコルと接続先ホストが登録されている。
home.arpa
ホームネットワーク用。
in-addr.arpa
IPv4アドレスのDNS逆引き用。例えば、198.51.100.162というIPアドレスを持つホストのホスト名を調べるためには、162.100.51.198.in-addr.arpaをDNSに問い合わせればよい。ホスト名の逆引きが可能であればPTRレコードにホスト名が登録されている。
iris.arpa
CRISP用。
ip6.arpa
IPv6アドレスのDNS逆引き用。例えば、2001:db8::1というIPアドレスを持つホストのホスト名を調べるためには、1.0.0.0.0.0.0.0.0.0.0.0.0.0.0.0.0.0.0.0.0.0.0.0.8.b.d.0.1.0.0.2.ip6.arpaをDNSに問い合わせればよい。ホスト名の逆引きが可能であればPTRレコードにホスト名が登録されている。
uri.arpa
DDDS (RFC 3405)で使用される、URIの正規表現を返すためのもの。例えば、http.uri.arpaをDNSに問い合わせると、httpプロトコルのURIの正規表現がNAPTRレコードで返される。
urn.arpa
DDDSで使用される、URNを引くためのもの。例えばpin.urn.arpaをDNSに問い合わせると、URN"pin"に対応するURIがNAPTRレコードで返される。

## 註
1. ↑  “インターネット10分講座●ENUM”. 2009年12月16日閲覧。
2. ↑  RFC 8375
3. ↑  URL.ARPA登録メーリングリスト
4. ↑  URN.ARPA登録メーリングリスト